# Instytut Komunikacji Społecznej i Mediów Uniwersytetu Kazimierza Wielkiego w Bydgoszczy
Instytut Komunikacji Społecznej i Mediów Uniwersytetu Kazimierza Wielkiego w Bydgoszczy – jeden z 2 instytutów Uniwersytetu Kazimierza Wielkiego w Bydgoszczy.

## Historia
Instytut Komunikacji Społecznej i Mediów powstał w 2019 roku w wyniku połączenia trzech Katedr: Katedry Dziennikarstwa, Nowych Mediów i Komunikacji Społecznej, Katedry Informacji Naukowej i Bibliologii oraz Katedry Socjologii.

## Kierunki kształcenia
Dostępne kierunki:
- dziennikarstwo i komunikacja społeczna (studia I i II stopnia)
- humanistyka drugiej generacji (studia I stopnia)
- socjologia (studia I stopnia)

## Struktura organizacyjna
Instytut składa się z następujących jednostek organizacyjnych:
| Jednostka                                         | Kierownik                                  |
| ------------------------------------------------- | ------------------------------------------ |
| Katedra Dziennikarstwa i Badań nad Mediami        | dr hab. Radosław Sajna-Kunowsky, prof. UKW |
| Katedra Badania Gier i Technologii Informacyjnych | dr hab. Piotr Siuda, prof. UKW             |
| Katedra Socjologii Kultury i Komunikowania        | dr hab. Andrzej Tarczyński, prof. UKW      |
| Zakład Dydaktyki IKSiM                            | dr Anna Garczewska                         |

## Władze Instytutu
W kadencji 2020–2024:
| Stanowisko                         | Imię i nazwisko                            |
| ---------------------------------- | ------------------------------------------ |
| Dyrektor                           | dr hab. Radosław Sajna-Kunowsky, prof. UKW |
| Zastępca dyrektora ds. kształcenia | dr Anna Garczewska                         |